# Oreste Marcoz
Oreste Marcoz (pron. fr. AFI: [maʁko] - "marcó"; Aosta, 17 novembre 1905 – Challand-Saint-Victor, 25 aprile 1972) è stato un avvocato e politico italiano.
È stato sindaco di Aosta, Presidente della Giunta e del Consiglio regionale della Regione autonoma Valle d'Aosta.

## Attività politica
Marcoz venne eletto nel Consiglio regionale della Valle d'Aosta nel giugno 1959 e subito venne nominato Presidente della Giunta, a capo di una maggioranza espressione della lista del leone, frutto dell'alleanza politica tra Union Valdôtaine, Partito Socialista Italiano, Partito Comunista Italiano e dissidenti del Partito Socialista Democratico Italiano, che sconfisse alle elezioni regionali la lista denominata Concentrazione dei Partiti democratici, formata da Democrazia Cristiana, Partito Socialista Democratico Italiano e Partito Liberale Italiano.
Riconfermato nelle elezioni regionali del novembre 1963, venne eletto Presidente del Consiglio regionale, incarico dal quale si dimise il 23 maggio 1966. Il 20 novembre 1967, rassegnò le dimissioni anche da consigliere regionale per potersi candidare al Senato della Repubblica.
Sconfitto, nel giugno 1970 si presentò alle elezioni comunali di Aosta e il 5 settembre venne eletto sindaco della città con l'appoggio di UV, PCI, PSI e il sostegno esterno dei Democratici Popolari (DP), un raggruppamento politico locale costituito da fuoriusciti della DC.
Nel dicembre 1971, si sfilò la fusciacca di sindaco per candidarsi nuovamente al Senato, insieme a Germano Ollietti, candidato alla Camera dei deputati. Nelle elezioni politiche svoltesi il 7 e l'8 maggio 1972 nel collegio uninominale della Valle d'Aosta, i due candidati, espressione di una coalizione formata da DC, UV e PSDI, ottennero la maggioranza dei suffragi, malgrado fossero periti in un fatale incidente automobilistico occorso la sera del 25 aprile nei pressi di Challand-Saint-Victor, di ritorno da un comizio elettorale tenutosi a Champoluc, nel comune di Ayas. Poiché il sistema elettorale uninominale, vigente nella circoscrizione della Valle d'Aosta, non consente il subentro, si svolse una tornata elettorale suppletiva il 26 e 27 novembre per sostituire i due rappresentanti valdostani eletti e tragicamente deceduti.